# Aachen Hauptbahnhof
Aachen Hauptbahnhof (Aachen Hbf) is het centraal station of hoofdstation van de Duitse stad Aken. Het station ligt aan de lijnen Keulen - Aken en Aken - Kassel.
Tot 1992 reden er treinen van Maastricht naar Aken via de spoorlijn Aken - Maastricht. Een klein deel van deze spoorlijn, tussen Richterich en Vetschau (circa 1 à 2 kilometer) is opgebroken.
Het station werd in 1905 geopend als vervanging van een oud station dat dichter bij de binnenstad gelegen was. Het nieuwe station kreeg een stationshal in jugendstil-stijl, wat tot 1944 zo goed als onveranderd bleef. In de herfst van dat jaar werd het gebouw grotendeels verwoest door oprukkende geallieerde troepen. In 1950 is het gebouw weer volledig hersteld. In 2000 begon een omvangrijke renovatie van het volledige station, die in augustus 2006 is voltooid.

## Verbindingen
Aachen Hbf is, naast met binnenlandse treinen, bereikbaar met een trein uit België vanaf station Luik-Sint-Lambertus. Daarnaast wordt het aangedaan door internationale Thalys en ICE International treinen naar Frankfurt am Main, Keulen, Brussel en Parijs.
Sinds 27 januari 2019 wordt het station met de ingebruikname van de RE 18 ook bediend door Arriva vanuit Maastricht via Heerlen.

## Elektrificatie
In 1966 werd Aken Hauptbahnhof geëlektrificeerd. Vanwege de nabijheid van België, is besloten om het schakelpunt van de bovenleiding van de Deutsche Bahn 15 kV AC naar de 3000 V DC gebruikt door de NMBS te plaatsen in het station. Sporen 6 tot 9 hebben alleen een omschakelbare bovenleiding en worden gebruikt voor internationale Thalys, ICE en RegionalExpress diensten. De HSL-treinen schakelen na het passeren van de Belgische grens, ter hoogte van station Hergenrath, over op 25 kV AC, die gebruikt wordt voor de HSL en rijden derhalve het eerste stuk onder de 3000 V DC Belgische bovenleiding en dienen twee keer te wisselen van bovenleidingspanning.
Er zijn plannen om een spanningssluis te maken nog voorbij de Hammerbrücke, waardoor alleen 15 kV AC treinen vanuit België het station kunnen bereiken en de HSL-treinen nog maar eenmaal van bovenleidingspanning hoeven te wisselen. Hierdoor zou station Hergenrath moeten sluiten of om moeten schakelen op het Duitse 15 kV AC.

## Treinverbindingen
De volgende treinseries halteren globaal te Aachen Hauptbahnhof:
| Serie            | Treinsoort                                             | Route | Bijzonderheden |
| ---------------- | ------------------------------------------------------ | --- | --- |
| ICE 79           | InterCityExpress (DB Fernverkehr)                      | Brussel-Zuid – Brussel-Noord – Luik-Guillemins – Aachen Hbf – Köln Hbf – Frankfurt (Main) Flughafen Fernbahnhof – Frankfurt (Main) Hbf | Rijdt elke twee uur. |
| Eurostar 9400    | Eurostar (Eurostar)                                    | Paris Nord – Brussel-Zuid – Luik-Guillemins – Aachen Hbf – Köln Hbf – Düsseldorf Hbf – Duisburg Hbf – Essen Hbf – Bochum Hbf – Dortmund Hbf | Vijf treinen per dag. Enkele treinen verder naar Dortmund.                                                                                               |
| FLX 30           | FLX (FlixTrain)                                        | Aachen Hbf – Köln Hbf – Düsseldorf Hbf – Duisburg Hbf – Essen Hbf – Bochum Hbf – Dortmund Hbf – Hamm (Westfalen) – Gütersloh Hbf – Bielefeld Hbf – Herford – Hannover Hbf – Stendal – Berlin-Spandau – Berlin Hbf – Berlin Südkreuz – Elsterwerda – Dresden-Neustadt – Dresden Hbf | Dienstregeling Flixtrain FLX30. Flixtrain (8 april 2024). Geraadpleegd op 19 april 2024.                                                                 |
| NJ 425           | Nightjet (ÖBB)                                         | Brussel-Zuid – Brussel-Noord – Luik-Guillemins – Aachen Hbf – Köln-Ehrenfeld – Bonn Hbf – Koblenz Hbf – Mainz Hbf – Frankfurt (Main) Süd – Erfurt Hbf – Halle (Saale) Hbf – Berlin Südkreuz – Berlin Hbf                                                                           | Drie keer per week. Trein splitste en combineerde in Mannheim Hbf. Rijdt Brussel – Mannheim samen NJ 40425. Rijdt Mannheim – Berlijn samen met NJ 40469. |
| NJ 40425         | Nightjet (ÖBB)                                         | Brussel-Zuid – Brussel-Noord – Luik-Guillemins – Aachen Hbf – Köln-Ehrenfeld – Bonn Hbf – Koblenz Hbf – Mainz Hbf – München Ost – Rosenheim – Salzburg Hbf – Linz Hbf – Sankt Pölten Hbf – Wien Meidling – Wien Hbf                                                                | Drie keer per week. Trein splitste en combineerde in Mannheim Hbf. Rijdt Brussel – Mannheim samen met NJ 425. Rijdt Mannheim – Wenen samen met NJ 469.   |
| RE 1 (RRX)       | Regional-Express (National Express)                    | Aachen Hbf – Stolberg (Rheinl) Hbf – Eschweiler Hbf – Düren – Köln Hbf – Düsseldorf Hbf – Duisburg Hbf – Essen Hbf – Dortmund Hbf – Hamm (Westf) | NRW-Express |
| RE 4             | Regional-Express (National Express)                    | Aachen Hbf – Herzogenrath – Rheydt Hbf – Mönchengladbach Hbf – Neuss Hbf – Düsseldorf Hbf – Wuppertal Hbf – Hagen Hbf – Witten Hbf – Dortmund Hbf | Wupper-Express |
| RE 9             | Regional-Express (DB Regio NRW)                        | Aachen Hbf – Stolberg (Rheinl) Hbf – Eschweiler Hbf – Düren – Köln Hbf – Siegburg/Bonn – Hennef (Sieg) – Eitorf – Siegen | Rhein-Sieg-Express |
| 18900 RE 18 S 43 | Sneltrein / Regional-Express / S-trein (Arriva / NMBS) | (Luik-Guillemins – ) Maastricht – Heerlen – Landgraaf – Herzogenrath – Aachen Hbf | Drielandentrein (LIMAX). Tussen Luik-Guillemins en Maastricht wordt 1x/uur gereden. Tussen Maastricht en Aachen wordt 2x/uur gereden.                    |
| S 41 RE 29       | S-trein Luik (NMBS)                                    | Luik-Sint-Lambertus – Luik-Guillemins – Angleur – Verviers-Centraal – Welkenraedt – Aachen Hbf | euregioAIXpress In België als S |
| RB 33            | Regionalbahn (DB Regio NRW)                            | Aachen Hbf – Herzogenrath – Lindern – / [ Heinsberg (Rheinl) ] Rheydt Hbf – Mönchengladbach Hbf – Viersen – Krefeld Hbf – Rheinhausen – Duisburg Hbf – Mülheim (Ruhr) Hbf – Essen Hbf                                                                                              | Rhein-Niers-Bahn Trein splitst en combineert in Lindern.                                                                                                 |
| RB 20            | Regionalbahn (DB Regio NRW)                            | Stolberg (Rheinl) Hbf – Eschweiler-St. Jöris – Alsdorf-Annapark – Herzogenrath – Aachen Hbf – Stolberg (Rheinl) Hbf – [ Stolberg Altstadt ] / [ Langerwehe – Düren ] | |
| S 19             | S-Bahn (DB Regio NRW)                                  | (Aachen Hbf – ) Düren – Horrem – Köln-Ehrenfeld – Köln Hbf – Köln/Bonn Luchthaven – Troisdorf – Siegburg/Bonn – Hennef (Sieg) – Eitorf – Au (Sieg) | Rijdt alleen twee keer per nacht tussen Aachen Hbf en Düren. Dienstregeling S19 geldig vanaf 10-12-2023                                                  |

Ten behoeve van de drielandentrein en het gebruik van de OV-chipkaart op deze treinen zijn er twee OVC-palen aanwezig bij de ingang om te kunnen in- en uitchecken.

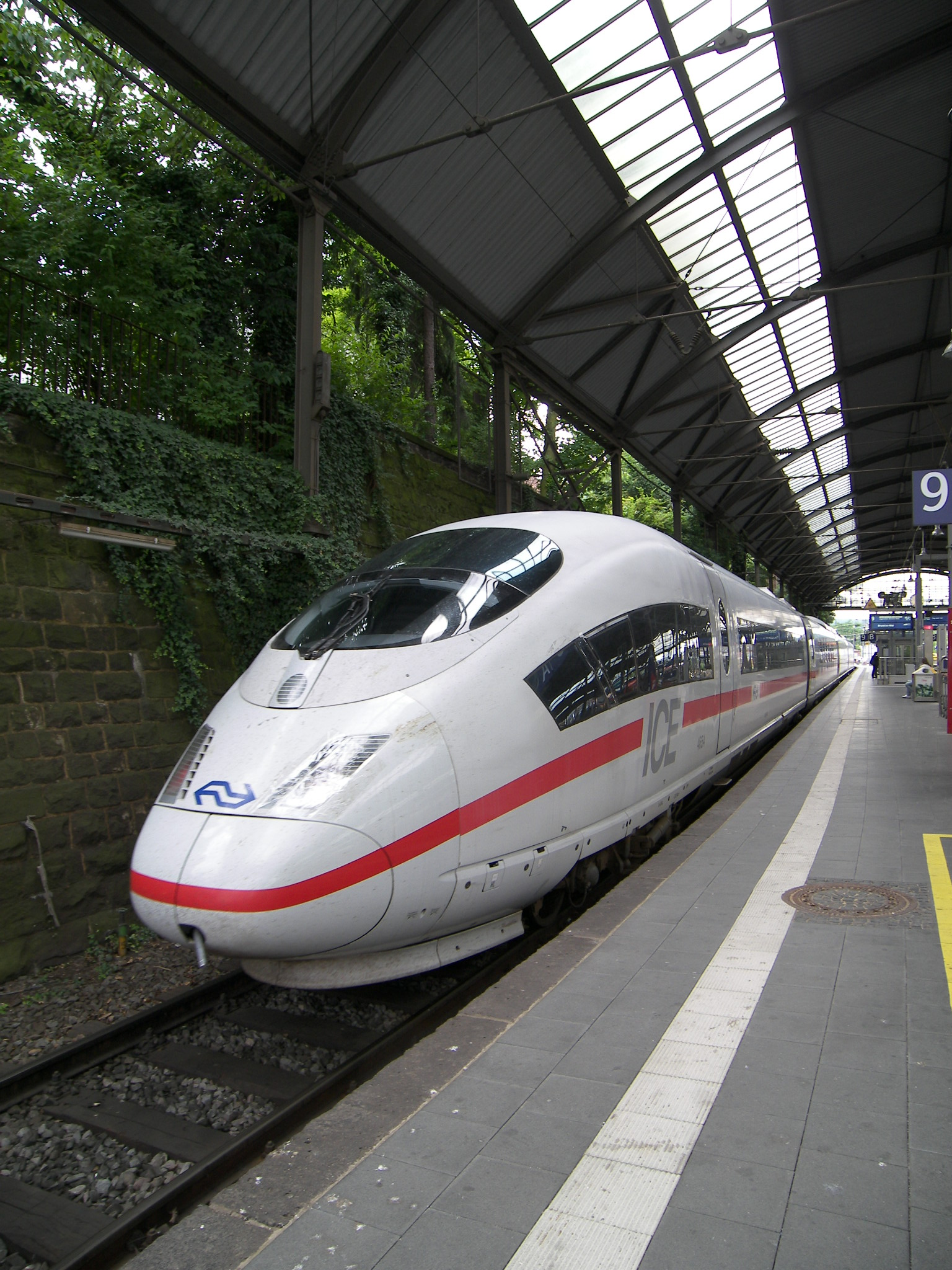
Een Nederlandse ICE 3 op een reis van Brussel naar Frankfurt, 2008
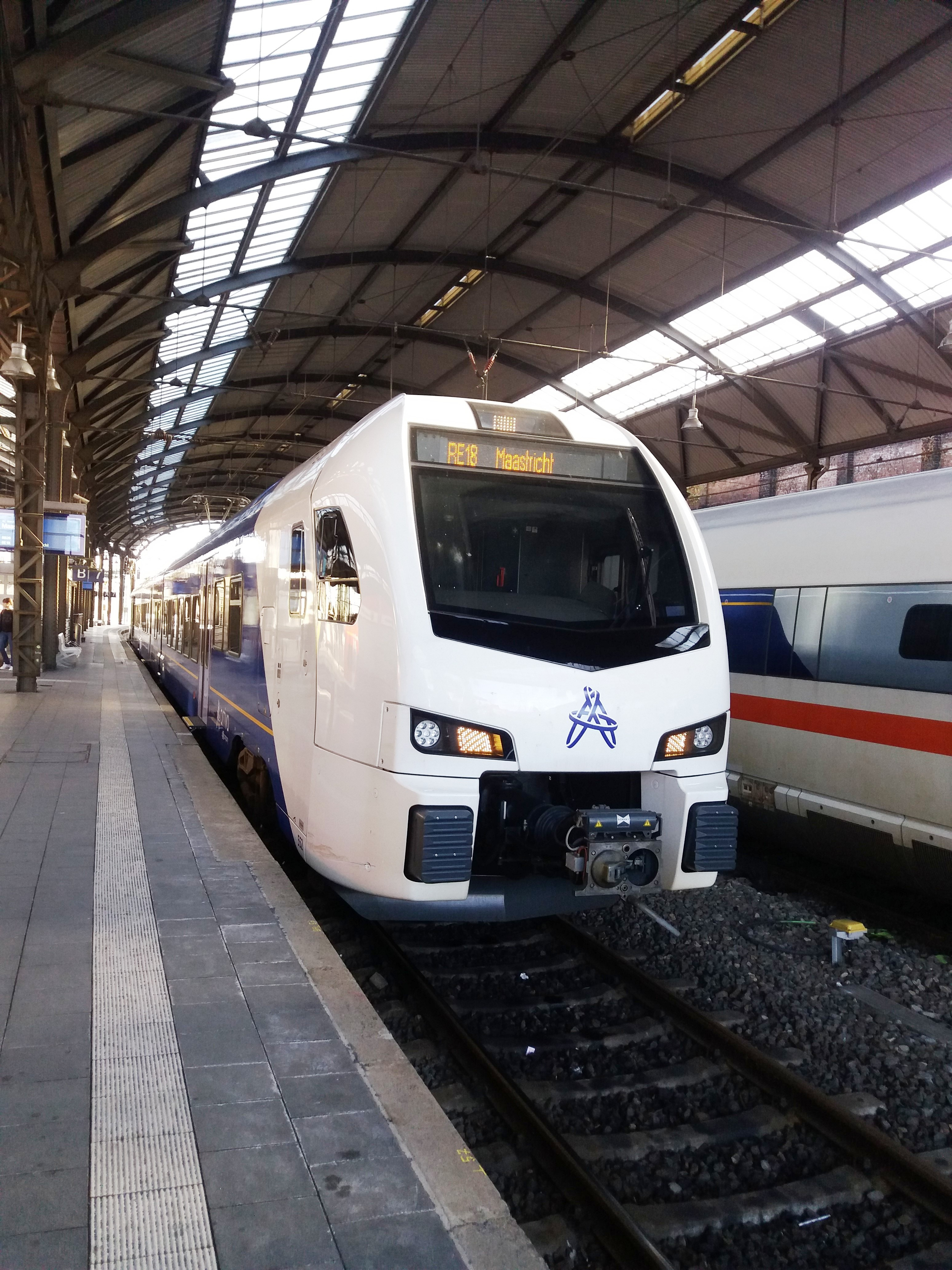
Drielandentrein van Aken naar Maastricht, 2019
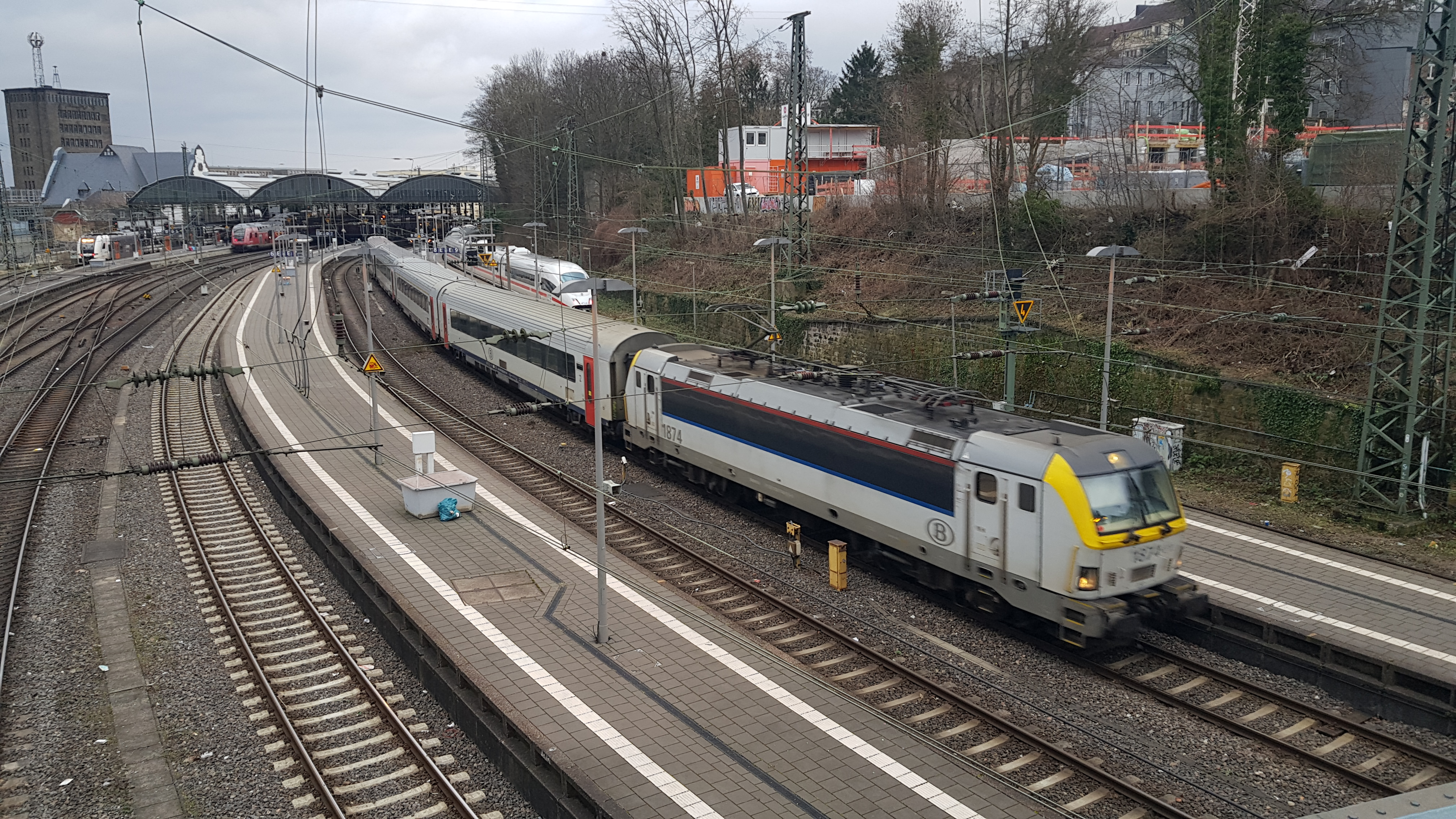
S41 S-trein Luik, 2024
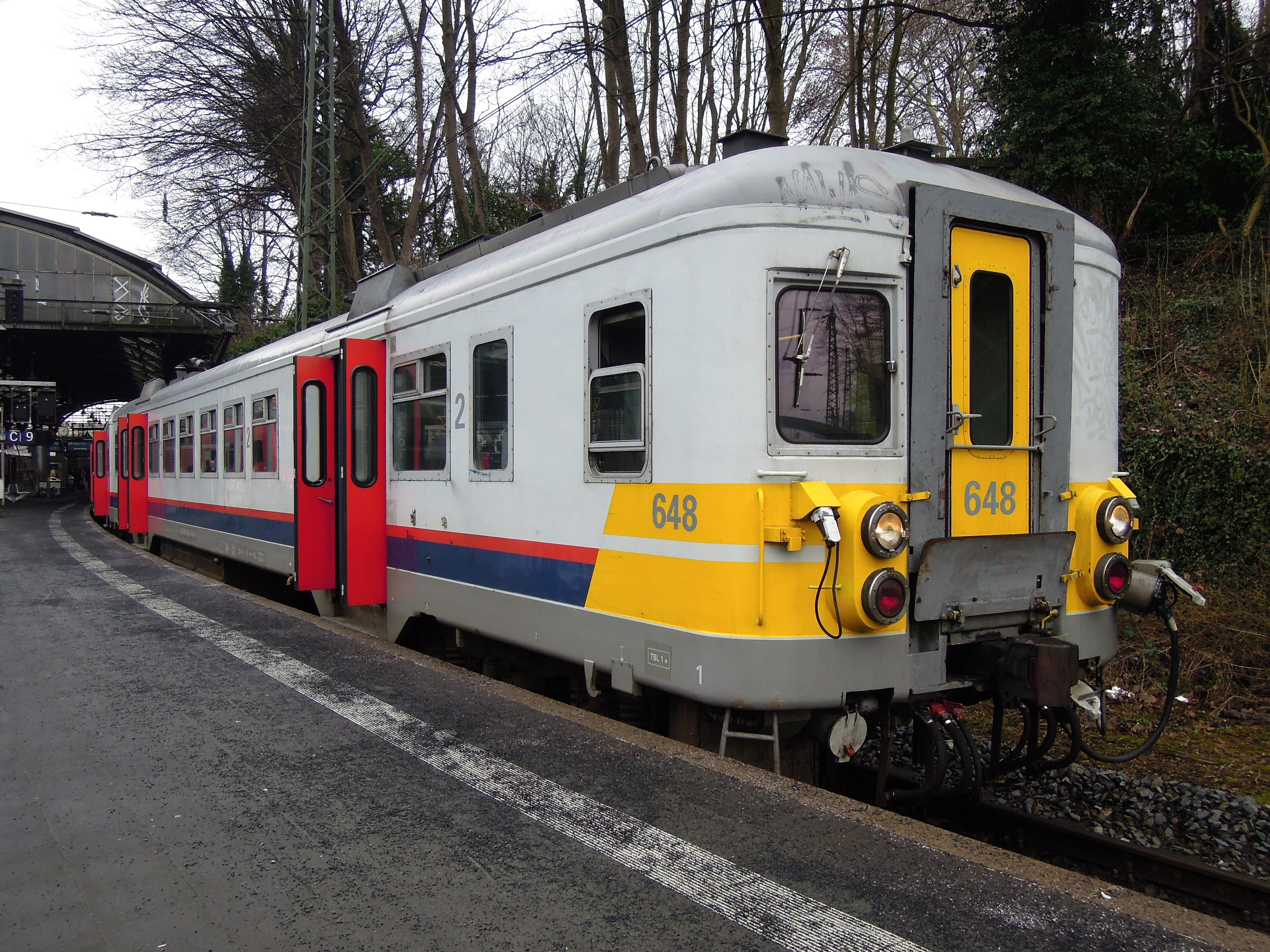
NMBS L-trein van Aken naar Spa-Géronstère, 2015

1,9: Aachen Hbf ·
3,0: Aachen Schanz ·
5,3: Aachen West (Templerbend) ·
11,5: Kohlscheid ·
16,1: Herzogenrath ·
22,7: Übach-Palenberg ·
27,4: Geilenkirchen ·
34,6: Lindern ·
36,6: Brachelen ·
40,8: Hückelhoven-Baal ·
47,2: Erkelenz ·
51,7: Herrath ·
56,2: Wickrath ·
60,1: Rheydt Hbf ·
63,9: Mönchengladbach Hbf ·
65,9: Mönchengladbach-Lürrip ·
68,7: Korschenbroich ·
71,5: Kleinenbroich ·
75,3: Büttgen ·
80,9: Neuss Hbf ·
86,4: Düsseldorf-Bilk ·
88,4: Düsseldorf Hbf ·
109,1: Wuppertal-Vohwinkel ·
115,4: Wuppertal Hbf ·
118,9: Wuppertal-Barmen ·
120,9: Wuppertal-Oberbarmen ·
126,0: Schwelm ·
130,5: Ennepetal ·
141,7: Hagen Hbf ·
155,6: Schwerte (Ruhr) ·
170,9: Fröndenberg ·
178,8: Wickede ·
190,8: Neheim-Hüsten ·
198,8: Arnsberg (Westf) ·
209,8: Freienohl ·
218,6: Meschede ·
227,0: Bestwig ·
233,9: Olsberg ·
241,8: Brilon-Wald ·
247,8: Hoppecke ·
251,1: Messinghausen ·
257,2: Beringhausen ·
259,6: Bredelar ·
267,9: Marsberg ·
273,2: Westheim ·
283,4: Scherfede ·
292,9: Warburg (Westf) ·
301,0: Liebenau ·
313,1: Hofgeismar-Hümme ·
318,6: Hofgeismar ·
324,6: Grebenstein ·
329,2: Immenhausen ·
333,5: Espenau-Mönchehof ·
337,7: Vellmar-Obervellmar ·
337,7: Vellmar-Osterberg ·
340,2: Kassel-Jungfernkopf ·
341,4: Kassel-Harleshausen ·
342,5: Kassel-Kirchditmold ·
345,2: Kassel Hbf
0.0: Köln Hbf ·
0.8: Köln Hansaring ·
3.7: Köln-Ehrenfeld ·
5.9: Köln-Müngersdorf Technologiepark ·
9.7: Lövenich ·
11.1: Köln-Weiden West ·
13.8: Frechen-Königsdorf ·
18.7: Horrem ·
21.4: Sindorf ·
30.3: Buir ·
35.0: Merzenich ·
39.2: Düren ·
48.9: Langerwehe ·
56.9: Eschweiler Hbf ·
60.3: Stolberg (Rheinl) Hbf ·
64.9: Eilendorf ·
68.2: Aachen-Rothe Erde ·
70.2: Aachen Hbf
0,0: Luik-Guillemins ·
2,6: Angleur ·
4,1: Chênée ·
5,8: Henne-Chèvremont ·
11,0: Chaudfontaine ·
9,5: La Broucke ·
11,0: Trooz ·
13,8: Fraipont ·
15,3: Nessonvaux ·
17,8: Goffontaine ·
18,8: Cornesse ·
20,3: Pepinster ·
23,5: Ensival ·
25,5: Verviers-West ·
Verviers-Central ·
25,4: Verviers-Palais ·
27,1: Verviers-Oost ·
29,5: Nasproué ·
31,7: Dolhain-Gileppe ·
33:0: Dolhain-Vicinal ·
Welkenraedt-Ouest ·
37,7: Welkenraedt ·
39,5: Herbesthal ·
42,4: Astenet ·
45,9: Hergenrath ·
Aachen Hbf